# Revenge of the Cybermen
A Revenge of the Cybermen a Doctor Who sorozat hetvenkilencedik része, amit 1975. április 19.-e és május 10.-e között vetítettek négy epizódban.

## Történet
A dalekok bolygójáról a Doktor és társai az időgyűrűvel visszaérkeznek a Nerva űrállomásra, persze jó nagy időcsúszással. Mindenfelé halottak hevernek. Az állomás most rádiós jelzőállomásként viselkedik egy újonnan felbukkant kisbolygó közelében, ami lakatlannak tűnik. De vajon csakugyan az-e? És miért leselkedik egy kiborg űrhajó a közelben? Miféle kettősügynök Kellman professor? Mi okozza a titokzatos betegséget? Mi lesz a Voga, a legendás Aranybolygó sorsa?

## Epizódok listája
| Epizód sorszáma | Bemutató napja    | Hossza | Nézők száma (millió) |
| --------------- | ----------------- | ------ | -------------------- |
| 1               | 1975. április 19. | 24:19  | 9,5                  |
| 2               | 1975. április 26. | 24:24  | 8,3                  |
| 3               | 1975. május 3.    | 24:32  | 8,9                  |
| 4               | 1975. május 10.   | 23:21  | 9,4                  |

## Könyvkiadás
A könyvváltozatát 1976. május 20.-n adta ki a Target könyvkiadó.

## Otthoni kiadás
- VHS-n 1983 októberében adták ki, így ez volt a sorozat első olyan része, amit VHS-n adtak ki.
- DVD-n 2010. augusztus 9.-n adták ki, a Cyberman dobozban adták ki Silver Nemesis-l együtt.
  - Később önállóan 2010 novemberének elején adták ki az 1-s régióban.

### Fordítás
- Ez a szócikk részben vagy egészben  a   Revenge of the Cybermen című angol Wikipédia-szócikk fordításán alapul.  Az eredeti cikk szerkesztőit annak laptörténete sorolja fel. Ez a jelzés csupán a megfogalmazás eredetét és a szerzői jogokat jelzi, nem szolgál a cikkben szereplő információk forrásmegjelöléseként.